# 오쿠가와 야스노부
오쿠가와 야스노부(일본어: 奥川 恭伸, 2001년 4월 16일 ~ )은 일본의 프로 야구 선수이며, 현재 센트럴 리그인 도쿄 야쿠르트 스왈로스의 소속 선수(투수)이다. 이시카와현 가호쿠시 출신이다.

## 인물

### 프로에 들어가기 전
가호쿠 시립 우노기 초등학교 2학년 때, 우노기 블루 썬더 소속으로서 야구를 시작했다. 팀 동료의 야마세 신노스케와 고등학교까지 배터리로 호흡을 맞췄다. 우노기 중학교 때에는 중학교 연식 야구부에 소속되어 중3 여름(2016년)의 전국 중학교 야구 체육 대회에서는 투수로서 전국 제패에 공헌했다. 그 후 가나자와시에 위치한 세이료 고등학교로 진학해 1학년 봄부터 벤치에 들어간다. 그 후, 2학년 봄의 선발로부터 4회 연속으로 고시엔에 출장했다. 특히 3학년 여름 고시엔에서는 준우승 투수가 되었다. 동학년에 야마세 신노스케, 1학년에는 우치야마 소마가 있었다.
2019년 9월 5일에 열린 18세 이하 청소년 야구 월드컵 2차 리그 초전의 캐나다전에 등판해 7이닝 동안 18탈삼진 1실점을 기록했다. 특히, 2회까지 아웃은 모두 삼진으로 돌려세운 것으로, 슬라이더로 삼진을 빼앗은 것은 14개였다. 대회 종료시에는 세계 팀(All-World Team)에 선출되었다.
2019년 9월 29일 이바라키현에서 개최된 제74회 국민체육대회의 고교 야구 경식 경기·1회전의 치벤가쿠엔 와카야마전에 선발로 등판, 구속 150km/h를 기록하고, 5삼진을 잡아냈지만, 6안타 2실점을 맞고 4회 도중에 물러났다. 이 경기는 문이 열리기 전에 약 3500명이 모여, 이 영향으로 예정을 2시간 앞당겨 5시 45분에 개장했고, 결국 이 경기는 1만 400명이 관전에 방문해, 3회가 끝난 시기부터 입장 규제가 이뤄질 정도의 성황이었다. 경기 종료 후, 자신이 2019년 9월 27일에 정식으로 프로 지망 신고를 제출한 것을 밝혔다. 그 뒤, 2019년 9월 30일자 기준으로 일본 고등학교 야구 연맹의 홈페이지 내의 〈프로 지망 신고 제출자 일람〉에 게재되었다.
2019년 10월 17일에 개최된 드래프트 회의에서 요미우리 자이언츠, 한신 타이거스, 도쿄 야쿠르트 스왈로스의 3개 구단에서 1위 지명을 받아 추첨 결과 야쿠르트가 교섭권을 획득했다. 계약금 1억엔 + 능률급 5000만 엔(완고액은 5년째까지 설정됨), 연봉 1600만 엔으로 입단에 합의했다. 등번호는 11 . 야쿠르트가 1차에서 추첨으로 협상권을 획득한 것은 사토 요시노리 이후이다. 또 레이와 시대에 들어가고 나서 최초로 지명된 선수이기도 하다.

### 야쿠르트 시대

#### 2020년
프로에 들어간 후, 첫 구장의 마운드의 투구 연습에서는 151km/h를 계측해, 감독과 코치진에 어필했다. 2군전 첫 선발에서는 154km/h를 기록해 1회에 타자 3명을 2탈삼진으로 돌려 보내며 대기의 편린을 보였다. 그 후에도 2군에서 투구회를 억제하면서도 안정된 투구를 이어나가 7경기에 등판, 19회 2/3을 던져 방어율 1.83의 호성적을 남겼고 시즌 종반 11월 7일에 1군에 등록되었다. 야쿠르트의 2020년 최종전이 되는 11월 10일의 히로시마 도요 카프전(진구 구장)에서 프로 첫 등판 첫 선발을 이뤘지만, 2회 0/3을 던져 피안타 9개, 2탈삼진, 5실점으로 프로에서의 첫 쓴맛을 봤다.

#### 2021년
개막전에서 등판을 거듭해, 전반전은 10일 이상의 간격을 여는 형태로 선발 로테이션에 발탁되었다. 시즌 첫 등판은 개막 3전째가 되는 3월 28일의 한신 타이거스전으로, 5회를 던지고 3실점을 기록했다. 4월 8일 히로시마전에서 두 번째 선발 등판을 했고, 5회 5실점에도 타선의 지원을 받아 프로 첫 승리를 거두었다. 비율도 7.20으로 투구 내용은 흔들리지 않았다. 그러나, 5월경부터 스트레이트의 구위도 늘어나 다채로운 변화구의 제구도 양화해 피타율이 저하해 나가면, 중 10일을 여는 변칙 로테이션이면서 선발의 축으로서 활약해 나갔다. 교류전 이후는 7경기 연속 무사구(여사구 1)와 발군의 제구를 피로해, 투구도 보다 안정감을 보였다. 10월 8일 한신전에서 54회 1/3 이닝만의 사구를 내고 6회 2/3을 1실점으로 끝내 팀이 6년 만의 기적을 점등시킨 경기에서 승리 투수가 되었다. 최종적으로 18선발에서 12QS(5HQS)와 선발진 가운데 굴지의 안정감을 발휘해 팀이 톱 타이, 리그 8위 타이의 9승을 기록해 우승에 크게 공헌했다. 사구수는 105이닝으로 불과 10개, 탈삼진률은 7.80으로 시즌을 통해 높은 제구력과 콘스턴트에 삼진을 빼앗는 투구를 양립시켰고, K/BB는 9.10으로 매우 높은 숫자를 기록했다(세리그의 규정 투구회 도달 투수로 톱을 기록한 것은 주니치 드래곤즈의 오노 유다이의 4.54).
요미우리와의 클라이맥스 시리즈 파이널 스테이지에서는 초전의 선발을 맡아 98구에서 프로 초완투 첫 완봉을 거뒀다. 20세 6개월에서의 완봉 승리는 클라이맥스 시리즈 사상 최연소 기록이 되었다. 이 활약에 의해 클라이맥스 시리즈의 MVP를 획득했다. 20세로의 획득은 2007년 파리그의 다르빗슈 유를 넘어선 양리그 통합 최연소에서의 획득이 되었다. 오릭스 버팔로즈와의 일본 시리즈에서도 개막 투수를 맡아 사와무라상을 획득한 야마모토 요시노부와의 맞대결을 맡았다. 6회 1실점으로 하차한 야마모토를 상대로 7회 1실점의 대등한 투구를 보였고, 직후 8회에 무라카미 무네타카의 승리 홈런으로 승리 투수에 가까워 졌지만 최종 팀이 역전타를 맞아 패배하게 됐다. 이 때문에 일본 시리즈 첫 승리 투수는 이뤄지지 않았으나, 팀은 4승 2패의 성적으로 일본 시리즈 정상에 오르면서 리그 우승에 더해 일본 시리즈 우승도 동시에 경험했다.
시즌오프 계약 갱신에서는 2000만 증가한 3600만 엔(추정)으로 연봉 계약을 완료했다.

## 선수로서의 특징
스리쿼터에서 스트레이트와 슬라이더, 포크볼, 커트볼, 커브를 던진다. 깨끗한 슬라이더에도 정평이 나있다.
고등학교 시절의 2019년 7월 21일에는 가장 빠른 158km/h를 계측한 적이 있지만, 158km/h를 계측한 이시카와 현립 야구장의 스피드건의 정밀도에 신뢰성이 없다고 되어( 당일의 구속표시는 다른 투수도 평소보다 5km/h 정도 빨랐다), 본인도 가장 빠른 것으로는 생각하지 않았다. 프로에 들어간 후 가장 빠른 속도는 155km/h.

## 상세 정보

### 출신 학교
- 세이료 고등학교

### 선수 경력
- 도쿄 야쿠르트 스왈로스(2020년 ~ )

### 수상·타이틀 경력

#### 수상
- 18세 이하 청소년 야구 월드컵 올스타 선발 투수 (2019년)
- 세리그 연맹 특별 표창 : 1회 (신인 특별상 : 2021년)
- 클라이맥스 시리즈 MVP：1회 (2021년) ※NPB 사상 최연소 기록

### 기록

#### 첫 기록
투수 기록
- 첫 등판·첫 선발 등판 : 2020년 11월 10일, 대 히로시마 도요 카프 24차전(메이지 진구 야구장)[주 1]
- 첫 탈삼진 : 상동, 1회에 도바야시 쇼타에 탈삼진
- 첫 승리·첫 선발 승리 : 2021년 4월 8일, 대 히로시마 도요 카프 3차전(메이지 진구 야구장), 5회 5실점

타격 기록
- 첫 타석 : 2021년 3월 28일, 대 한신 타이거스 3차전(메이지 진구 야구장)
- 첫 안타 : 2021년 4월 23일, 대 주니치 드래곤즈 3차전(메이지 진구 야구장)

#### 기타
- 클라이맥스 시리즈 첫 등판 첫 완봉 승리 : 2021년 11월 10일, 대 요미우리 자이언츠(메이지 진구 야구장), 9회 98구 9탈삼진 무사구[주 2]

### 등번호
- 11(2020년 ~ )

### 연도별 투수 성적
| 연 도     | 소 속     | 등 판 | 선 발 | 완 투 | 완 봉 | 무 4 구 | 승 리 | 패 전 | 세 이 브 | 홀 드 | 승 률 | 타 자 | 이 닝 | 피 안 타 | 피 홈 런 | 볼 넷 | 고 4 | 몸 맞 | 탈 삼 진 | 폭 투 | 보 크 | 실 점 | 자 책 점 | 평 자 책 | W H I P |
| --------- | --------- | ----- | ----- | ----- | ----- | ------- | ----- | ----- | -------- | ----- | ----- | ----- | ----- | -------- | -------- | ----- | ---- | ----- | -------- | ----- | ----- | ----- | -------- | -------- | ------- |
| 2020년    | 야쿠르트  | 1     | 1     | 0     | 0     | 0       | 0     | 1     | 0        | 0     | .000  | 15    | 2.0   | 9        | 1        | 0     | 0    | 0     | 2        | 0     | 0     | 5     | 5        | 22.50    | 4.50    |
| 2021년    | 야쿠르트  | 18    | 18    | 0     | 0     | 0       | 9     | 4     | 0        | 0     | .692  | 413   | 105.0 | 99       | 11       | 10    | 0    | 2     | 91       | 3     | 1     | 38    | 38       | 3.26     | 1.04    |
| 통산：2년 | 통산：2년 | 19    | 19    | 0     | 0     | 0       | 9     | 5     | 0        | 0     | .643  | 428   | 107.0 | 108      | 12       | 10    | 0    | 2     | 93       | 3     | 1     | 43    | 43       | 3.62     | 1.10    |

- 2021년 시즌 종료 기준
- 굵은 글씨는 리그 최고 성적.

### 연도별 수비 성적
| 연 도 | 소 속    | 투수  | 투수  | 투수  | 투수  | 투수  | 투수     |
| 연 도 | 소 속    | 경 기 | 자 살 | 보 살 | 실 책 | 병 살 | 수 비 율 |
| ----- | -------- | ----- | ----- | ----- | ----- | ----- | -------- |
| 2020  | 야쿠르트 | 1     | 0     | 0     | 0     | 0     | ----     |
| 2021  | 야쿠르트 | 18    | 10    | 14    | 0     | 3     | 1.000    |
| 통산  | 통산     | 19    | 10    | 14    | 0     | 3     | 1.000    |

- 2021년 시즌 종료 기준

### 등장곡
- 〈숙명 (宿命)〉 Official髭男dism (2020년 ~ )

### 내용주
1. ↑  2회 0/3을 5실점으로 패전 투수가 되었다.
2. ↑  20세 6개월에서의 완봉은 클라이맥스 시리즈 사상 최연소.[39]

### 참조주
1. ↑  “세이료·오쿠가와 「몹시 감격」 현지 가호쿠시 PV에서 만세 삼창”. 닛칸스포츠. 2019년 8월 22일. 2019년 10월 22일에 확인함.
2. ↑  “프로야구 드래프트 회의”. 도쿄 야쿠르트 스왈로즈. 2019년 10월 17일. 2021년 5월 27일에 확인함.
3. ↑  “야쿠르트 - 계약 갱신 - 프로야구”. 닛칸스포츠. 2021년 12월 18일에 확인함.
4. ↑  “오쿠가와 야스노부 프로필”. 슈칸 베이스볼 ONLINE. 2019년 10월 22일에 확인함.
5. ↑  “전중 우승에서 한 걸음 닿지 않은 고시엔 제패 호시와 오쿠가와 야스노부의 3년간”. 고등학교 야구닷컴. 2019년 10월 1일. 2019년 10월 17일에 원본 문서에서 보존된 문서. 2019년 10월 22일에 확인함.
6. 1 2 3 4  “세이료·오쿠가와 야스노부가 프로 지망 신고 제출 1위 지명이 유력”. 《닛칸스포츠》. 2019년 9월 30일. 2019년 10월 6일에 확인함.
7. 1 2  스도 요시히로 (2019년 9월 6일). “오쿠가와, 7회 18K로 충격 “세계 데뷔”!  6일의 한일전 등판 농후한 사사키에 배턴/U18 월드컵”. 《산케이스포츠》. 2019년 9월 29일에 확인함.
8. ↑  “U-18 Baseball World Cup: the All World Team”. 《2019 WBSC U-18월드컵》. 세계 야구 소프트볼 연맹. 2019년 9월 8일. 2019년 9월 30일에 원본 문서에서 보존된 문서. 2019년 9월 30일에 확인함.
9. ↑  “세이료·오쿠가와, 4회 도중 2실점 5탈삼진으로 하차 이바라키 국체로 입장 제한”. 《스포츠호치》. 2019년 9월 29일. 2019년 9월 29일에 확인함.
10. 1 2  야마자키 토모 (2019년 9월 30일). “세이료·오쿠가와 「행복한 사람이다」고등학교 라스트에 3500명 행렬”. 《스포츠호치》. 2019년 9월 30일에 확인함.
11. ↑  모치즈키 치쿠사 (2019년 9월 29일). “세이료·오쿠가와 프로에 등을 밀었던 부모 「결정하는 것은 자신」”. 《닛칸스포츠》. 2019년 9월 29일에 확인함.
12. ↑  “야쿠르트 D1·오쿠가와, 초이례 5년 완고!  다년간 유효한 인센티브 항목 (1/3페이지)”. 산케이 스포츠. 2019년 11월 26일. 2021년 5월 27일에 확인함.
13. ↑  “야쿠르트 D1·오쿠가와, 초이례 5년 완고! 다년간 유효한 인센티브 항목 (2/3페이지)”. 산케이 스포츠. 2019년 11월 26일. 2021년 5월 27일에 확인함.
14. ↑  요코야마 나오모리 (2020년 5월 3일). “야쿠르트·오카가와, 첫 마운드에서 나왔다!  151km 「빨리 개최하고 싶은 기분도 있다」”. 《산케이스포츠》. 2020년 5월 27일에 확인함.
15. ↑  “야쿠르트 오쿠가와, 쓰라린 데뷔 등판 「이른 시간에 하차는 매우 분하다」”. 산스포. 2020년 11월 10일. 2020년 11월 20일에 확인함.
16. ↑  “야쿠르트 오쿠가와 3회 도중 3실점 「납득할 수 없는 등판」”. 《닛칸스포츠》 (일본어). 2021년 3월 14일. 2021년 4월 6일에 확인함.
17. ↑  “야쿠르트 오쿠가와 야스노부, OP전 라스트 등판은 5회 도중 3실점 개막 로테 들어가는가?”. 《Full-Count》 (일본어). 2021년 3월 21일. 2021년 4월 6일에 확인함.
18. ↑  “【야쿠르트】오쿠가와 야스노부는 5이닝 3실점 「점을 잡는 방법이 좋지 않았다」프로 첫 승리는 이월에”. 《주니치 스포츠, 도쿄 주니치 스포츠》 (일본어). 2021년 3월 28일. 2021년 4월 6일에 확인함.
19. ↑  “야쿠르트 오쿠가와가 중단에도 지지 않고 5회 5실점으로 비원의 프로 첫 승리! 타선도 15안타 11득점으로 난타전을 제압했다”. 《스포츠닛폰》. 스포츠닛폰 신문사. 2021년 4월 8일. 2021년 4월 8일에 확인함.
20. ↑  “야쿠르트 오쿠가와 7회 1실점으로 7승째 프로 첫 사구는 연속 무사구 41회 3분의 2로 늘린 첫 100구 초과 「우승에 공헌할 수 있도록」 : 주니치 스포츠・도쿄 주니치 스포츠”. 《주니치 스포츠・도쿄 주니치 스포츠》 (일본어). 2021년 12월 21일에 확인함.
21. ↑  “야쿠르트·오카가와 야스노부의 47회 2/3 무사구 투구로 압투 8승! 구단 신 4연속 무실점 릴레이 - 스포니치 Sponichi Anne x 야구”. 《야쿠르트·오카가와 경이의 47회 2/3 무사구 투구로 압투 8승! 구단 신 4경기 연속 무실점 릴레이 - 스포니치 Sponichi Annex》 (일본어). 2021년 12월 21일에 확인함.
22. ↑  “【야쿠르트】오쿠가와 연속 무사구 54이닝 3분의 1로 멈추는 것도 당당히 9승째 「긴장감 있는 게임 즐기고」 : 주니치 스포츠, 도쿄 주니치 스포츠”. 《주니치 스포츠・도쿄 주니치 스포츠》 (일본어). 2021년 12월 21일에 확인함.
23. ↑  “야쿠르트·오카가와가 9승째로 M11 점등 우승이라면 역전 신인왕도”. 《도쿄 스포츠》. 2021년 10월 8일. 2021년 11월 11일에 확인함.
24. ↑  “메이저도 중시하는 안정감 나타내는 지표 K/BB, 야쿠르트 오쿠가와 야스노부가 경이적인 숫자”. 《goo뉴스》. 2021년 10월 30일. 2021년 11월 4일에 원본 문서에서 보존된 문서. 2021년 11월 11일에 확인함.
25. ↑  “「이것이 20세의 피칭!?」이라고 해설자들도 절찬. 야쿠르트 오쿠가와 야스노부의 투구술은 마치 전성기의 쿠와타 마스미 : 프로야구 - 슈에이샤 스포르티바 공식 사이트 web Sportiva”. 《슈에이샤의 스포츠 종합 잡지 스포르티바 공식 사이트 web Sportiva》 (일본어). 2021년 12월 5일에 확인함.
26. ↑  “야쿠르트·오쿠가와 CS최연소&자신 첫 완봉 20 세의 젊은 에이스”. 《데일리스포츠》. 2021년 11월 11일. 2021년 11월 11일에 확인함.
27. ↑  “야쿠르트 20세 오쿠가와 야스노부 클라이맥스 시리즈 최연소 MVP 제1전 완봉”. 《닛칸스포츠》. 닛칸스포츠NEWS. 2021년 11월 12일. 2021년 11월 13일에 확인함.
28. ↑  “「오쿠가와는 야마모토에 던졌다」라고 전문가… 츠바메 역전 사요나라 패배도 젊은 무사의 투구에 광명”. 《Full-Count(풀 카운트) - 야구 뉴스, 속보, 칼럼》 (일본어). 2021년 11월 21일. 2021년 12월 5일에 확인함.
29. ↑  “야쿠르트·오카가와는 2000만 증가의 3600만으로 갱개 「감사하고 있습니다」”. 데일리스포츠online. 2021년 12월 17일. 2021년 12월 17일에 확인함.
30. ↑  “진화하는 오쿠가와 야스노부 니시 준야를 공략한 광릉 타선조차 대적할 수 없는!”. 고등학교 야구닷컴. 2018년 11월 10일. 2022년 1월 15일에 원본 문서에서 보존된 문서. 2021년 5월 27일에 확인함.
31. ↑  “【야쿠르트】드래 1 오카가와 야스노부, 구종 알고 있어도 치지 못한다… 첫 프리 등판 27공으로 4도 공진”. 스포츠호치. 2020년 6월 1일. 2021년 5월 27일에 확인함.
32. ↑  “왜 츠바메·오쿠카와 야스노부는 CS의 대무대에서 완봉할 수 있었는가? 전문가가 읽는 20세의 「굉장한」”. Full-Count. 2021년 11월 11일. 2021년 11월 28일에 확인함.
33. ↑  “쿠와타 마스미 씨, 야쿠르트 오쿠가와는 「이 1년은 2군으로」 미래의 에이스에  권고”. 산케이스포츠. 2020년 6월 21일. 2021년 5월 27일에 확인함.
34. ↑  “세이료·오쿠가와 투수, 야쿠르트와 임시 계약 2자리 승리 노리고 싶다」”. 아사히 신문 디지털. 2019년 11월 26일. 2019년 11월 26일에 원본 문서에서 보존된 문서. 2021년 5월 27일에 확인함.
35. ↑  “성능 최고의 8! 오쿠가와, 자신 최속 158킬로로 2회 완전 6명 6K/이시카와 (1/2페이지)”. 산케이스포츠. 2019년 7월 22일. 2021년 5월 27일에 확인함.
36. ↑  “세이료·오쿠가와 쿄노부는 완봉 승리에서도 50점. 아직 무기를 숨기고 있다”. web Sportiva. 2019년 8월 8일. 2021년 5월 28일에 확인함.
37. ↑  “세이료·오쿠가와, 구원으로 팀 구해라!  자기최속 154㎞를 마크/고시엔”. 산케이스포츠. 2019년 8월 13일. 2021년 6월 20일에 확인함.
38. ↑  “야쿠르트·오쿠가와가 자기 최고속의 155킬로!  2회는 1안타 받는 것에도 무실점”. 산스포. 2021년 8월 27일. 2021년 8월 27일에 확인함.
39. ↑  “야쿠르트 오카가와가 CS 역사상 최연소 20세 6개월 만에 완봉 98구로 무사구 KO 데뷔에서 1년 「대환할 수 있었다」”. 《스포츠닛폰》. 2021년 11월 10일. 2021년 11월 10일에 확인함.